# هتلی، کبک (بخش)
هتلی (به فرانسوی: Hatley) بخشی در منطقه شهری مامفرماگوگ ناحیه استری در استان کبک کانادا است. در سرشماری سال ۲۰۱۱ این بخش ۱٬۷۰۱ نفر جمعیت داشته‌است و مساحت آن ۷۱٫۵۱ کیلومتر مربع است.